# مفصلة الطابع

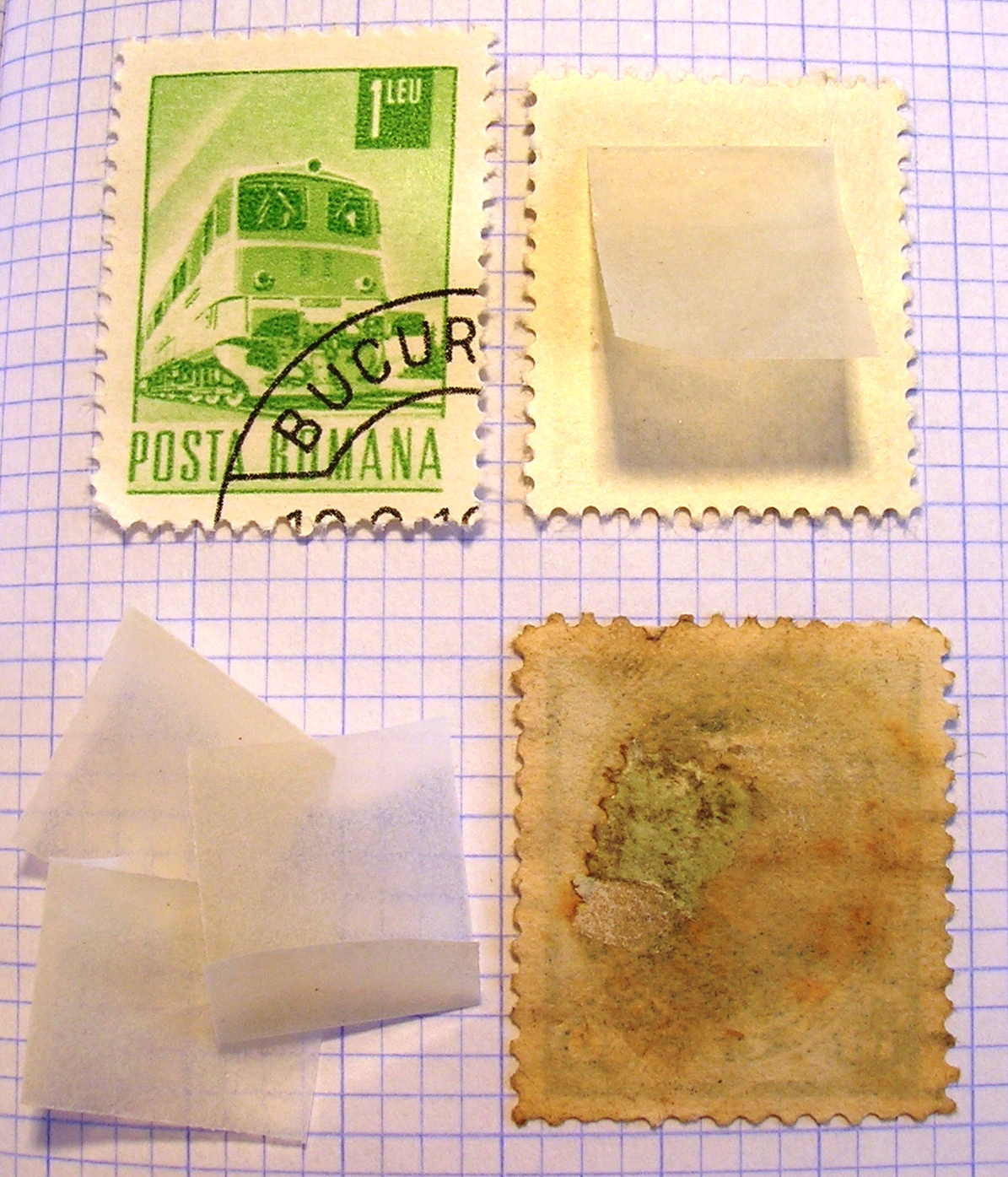
في اتجاه عقارب الساعة من أعلى اليسار نرى طابعًا مثبتًا بمفصل وطابعًا على وشك التثبيت بمفصل وطابعًا تالفًا بسبب المفاصل ومفاصل طابع مفكوكة

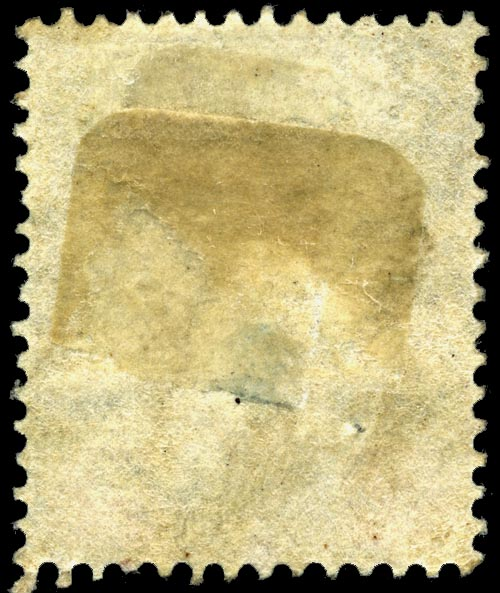
تظهر بقايا المفاصل المتعددة على ظهر هذه الطوابع.

في علم جمع الطوابع مفصلات الطوابع أو الحوامل هي قطع صغيرة مطوية شفافة مستطيلة الشكل من الورق مطلية بمادة صمغية خفيفة. يستخدمها هواة جمع الطوابع لإلصاق الطوابع البريدية على صفحات ألبوم الطوابع.

## الاستخدام
يرطب الطرف القصير ويثبت على الطابع ويثبت الطرف الطويل أيضًا على الصفحة. حيث تحافظ المفصلة على الختم على الصفحة مع السماح برفعه لفحص الجزء الخلفي على سبيل المثال لرؤية العلامة المائية أو علامات الخبراء.

## المختصر
يصنف هواة جمع الطوابع طوابعهم على النحو التالي:
- أم يو أتش/أم أن أتش – سك بلا مفصلة/لم يستخدم مفصلة
- أتش – بمفصلة
- أل أتش – مفصلة خفيفة
- أتش أتش – مفصلة ثقيلة
- أتش آر – بقايا المفصلة (جزء من المفصلة لم يكن من الممكن إزالته ويبقى على الختم)

## المخاطر
صممت أفضل مفصلات الطوابع لتكون "قابلة للتقشير" مما يعني أنه يمكن إزالة الطوابع من الصفحة والمفصلة من الطوابع دون حدوث أي ضرر لأي منهما. ولا تتمتع جميع أنواع المفصلات بهذه الخاصية كما أن ظهر العديد من الطوابع يحتوي على "بقايا مفصلات" حيث تمزق المفصلة بدلاً من تحرير الطابع. وهذا أمر شائع بشكل خاص بالنسبة لطوابع السك حيث تلتصق مادة الصمغ الخاصة بالطابع بإحكام بالمفصلة. وقد تحتوي بعض الطوابع القديمة على بقايا مفصلات متعددة فوق بعضها البعض. وعلى العكس من ذلك فإن الإزالة غير الدقيقة للمفصلة قد تؤدي إلى إزالة طبقة من ورق الطوابع مما يؤدي إلى نوع من رقة للطوابع المعروفة باسم رقة المفصلة. كما سوف يصبح الورق الرقيق ملحوظًا عند رفع الختم إلى الضوء ويعتبر عيبًا خطيرًا في الختم.
حتى مع استخدام المفصلات القابلة للتقشير والحرص على تقليل الرطوبة المستخدمة فإن المفصلة ستترك اضطرابًا مرئيًا في صمغ الطابع غير المستخدم. في حين كان هذا الأمر في السابق مسألة غير مهمة فمنذ منتصف القرن العشرين تقريبًا أصبح العديد من هواة الجمع يفضلون "الطوابع غير المفصلة" التي لا تظهر عليها أي أثر للمفصلة.
عادةً ما يستخدم هواة جمع الطوابع الذين يفضلون الطوابع غير المزودة بمفصلات أو حوامل بدون مفصلات على شكل جيب أو غلاف غالبًا للطوابع ذات القيمة الأعلى أو غير المستخدمة.

## إعادة اللصق
منذ الوقت الذي أصبحت فيه الطوابع غير الملتصقة شائعة ظهرت أعداد كبيرة من الطوابع القديمة التي تحتوي على صمغ سليم في السوق،مما أثار الشكوك في أن العديد منها قد أعيد لصقها.